# Manang (huyện của Thái Lan)
Manang (tiếng Thái: มะนัง) là một huyện (amphoe) của tỉnh Satun, miền nam Thái Lan.

## Lịch sử
Huyện đã được lập ngày 15 tháng 7 năm 1996 thông qua việc tách hai tambon từ Khuan Kalong
Theo quyết định của chính phủ Thái Lan vào ngày 15 tháng 5 năm 2007, tất cả 81 tiểu huyện đều được nâng lên thành huyện. Với việc đăng công báo ngày 24 tháng 8, việc nâng cấp này thành chính thức
.

## Địa lý
Các huyện giáp ranh (từ phía bắc theo chiều kim đồng hồ) là: Palian của tỉnh Trang, Khuan Kalong, La-ngu và Thung Wa của tỉnh Satun.

## Hành chính
Huyện này được chia thành 2 phó huyện (tambon), các đơn vị này lại được chia ra thành 18 làng (muban). Không có khu vực đô thị, có 2 Tổ chức hành chính tambon.
| STT. | Tên              | Tên Thái | Số làng | Dân số |  |
| 1.   | Palm Phatthana   | ปาล์มพัฒนา | 9       | 8.347  |  |
| 2.   | Nikhom Phatthana | นิคมพัฒนา  | 9       | 6.264  |  |